# 16761 Hertz
16761 Hertz è un asteroide della fascia principale. Scoperto nel 1996, presenta un'orbita caratterizzata da un semiasse maggiore pari a 2,662358 UA e da un'eccentricità di 0,182964, inclinata di 12,263629° rispetto all'eclittica.
È stato chiamato così in onore del fisico tedesco Heinrich Rudolf Hertz.